# Schematische Kriegsgliederung der Wehrmacht für den Überfall auf Polen
Die Schematische Kriegsgliederung der Wehrmacht für den Überfall auf Polen, zeigt die Aufstellung der für den Polenfeldzug vorgesehenen Verbände des Heeres, der Luftwaffe und der Kriegsmarine der Wehrmacht.
Das Heer war in zwei Heeresgruppen gegliedert. Die Luftwaffe gliederte sich in zwei Luftflotten, die zwar selbstständig waren, aber eng mit den entsprechenden Heeresverbänden zusammenarbeiten sollten. Die Kriegsmarine war mit dem Marinegruppenkommando Ost in der Ostsee präsent. Die Divisionen des Heeres gehörten unterschiedlichen Aufstellungswellen an, wobei die Divisionen der 1. und 2. Aufstellungswelle personell und materiell am besten ausgestattet waren.

## Heer

### Heeresgruppe Nord
- Oberbefehlshaber: Generaloberst Fedor von Bock[1]
- Chef des Generalstabs: Generalleutnant Hans von Salmuth
- Erster Generalstabsoffizier: Oberst i. G. Wilhelm Hasse

#### 3. Armee
- Oberbefehlshaber: General der Artillerie Georg von Küchler
- Chef des Generalstabs: Generalmajor Herbert von Böckmann
- Erster Generalstabsoffizier: Oberstleutnant i. G.: Herbert Wagner

| I. Armeekorps       | 11. Infanterie-Division           | 1. Aufstellungswelle |  |
| I. Armeekorps       | 61. Infanterie-Division           | 2. Aufstellungswelle |  |
| I. Armeekorps       | Panzer-Division Kempf             | gemischter Verband aus Einheiten des Heeres und der SS-Verfügungstruppe, 164 Panzerkampfwagen (61 P I, 81 P II, 3 P III, 9 P IV, 10 Panzerbefehlswagen) |  |
| I. Armeekorps       | Grenzschutz-Abschnitt-Kommando 15 | Grenztruppe |  |
| XXI. Armeekorps     | 21. Infanterie-Division           | 1. Aufstellungswelle |  |
| XXI. Armeekorps     | 228. Infanterie-Division          | 3. Aufstellungswelle |  |
| Führungsstab z.b.V. | 1. Infanterie-Division            | 1. Aufstellungswelle |  |
| Führungsstab z.b.V. | 12. Infanterie-Division           | 1. Aufstellungswelle |  |
| Führungsstab z.b.V. | Grenzwacht-Regiment 31            | Grenztruppe |  |
| Gruppe Brand        | Brigade Lötzen                    | |  |
| Gruppe Brand        | Brigade Goldap                    | |  |
| Reserve             | 217. Infanterie-Division          | 3. Aufstellungswelle |  |
| Reserve             | 1. Kavallerie-Brigade             | 1. Aufstellungswelle |  |

#### 4. Armee
- Oberbefehlshaber: General der Artillerie Günther von Kluge
- Chef des Generalstabs: Generalmajor Kurt Brennecke
- Erster Generalstabsoffizier: Oberst i. G.: Rolf Wuthmann

| II. Armeekorps                    | 3. Infanterie-Division                           | 1. Aufstellungswelle                                                                                     |
| II. Armeekorps                    | 32. Infanterie-Division                          | 1. Aufstellungswelle                                                                                     |
| III. Armeekorps                   | 50. Infanterie-Division                          | 1. Aufstellungswelle                                                                                     |
| III. Armeekorps                   | 301. Infanterie-Division (ehemals Brigade Netze) | |
| XIX. Armeekorps (motorisiert)     | 2. Infanterie-Division (motorisiert)             | 1. Aufstellungswelle                                                                                     |
| XIX. Armeekorps (motorisiert)     | 20. Infanterie-Division (motorisiert)            | 1. Aufstellungswelle                                                                                     |
| XIX. Armeekorps (motorisiert)     | 3. Panzer-Division                               | 1. Aufstellungswelle, 391 Panzerkampfwagen (122 P I, 176 P II, 43 P III, 32 P IV, 18 Panzerbefehlswagen) |
| Grenzschutz-Abschnitt-Kommando 1  | 207. Infanterie-Division                         | 3. Aufstellungswelle                                                                                     |
| Grenzschutz-Abschnitt-Kommando 1  | Grenzwacht-Regimenter 32 und 42                  | Grenztruppe                                                                                              |
| Grenzschutz-Abschnitt-Kommando 2  | Grenzwacht-Regimenter 2 und 12                   | Grenztruppe                                                                                              |
| Grenzschutz-Abschnitt-Kommando 12 | Grenzwacht-Regimenter 3, 13 und 23               | Grenztruppe                                                                                              |
| Reserve                           | 23. Infanterie-Division                          | 1. Aufstellungswelle                                                                                     |
| Reserve                           | 218. Infanterie-Division                         | 3. Aufstellungswelle                                                                                     |

#### Reserven der Heeresgruppe Nord
| 73. Infanterie-Division  | 2. Aufstellungswelle                                                                                |
| 206. Infanterie-Division | 3. Aufstellungswelle                                                                                |
| 208. Infanterie-Division | 3. Aufstellungswelle                                                                                |
| 10. Panzer-Division      | 1. Aufstellungswelle, 150 Panzerkampfwagen (57 P I, 74 P II, 3 P III, 7 P IV, 9 Panzerbefehlswagen) |

### Heeresgruppe Süd
- Oberbefehlshaber: Generaloberst Gerd von Rundstedt[1]
- Chef des Generalstabs: Generalleutnant Erich von Manstein
- Erster Generalstabsoffizier: Oberst i. G. Günther Blumentritt

#### 8. Armee
- Oberbefehlshaber: General der Infanterie Johannes Blaskowitz
- Chef des Generalstabes: Generalmajor Hans-Gustav Felber
- Erster Generalstabsoffizier: Oberst i. G. Walter Schilling

| X. Armeekorps               | 24. Infanterie-Division | 1. Aufstellungswelle |
| XIII. Armeekorps            | 10. Infanterie-Division | 1. Aufstellungswelle |
| XIII. Armeekorps            | 17. Infanterie-Division | 1. Aufstellungswelle |
| Grenz-Abschnitt-Kommando 13 |                         | Grenztruppe          |
| Grenz-Abschnitt-Kommando 14 |                         | Grenztruppe          |
| Reserve                     | 30. Infanterie-Division | 1. Aufstellungswelle |

#### 10. Armee
- Oberbefehlshaber: General der Artillerie Walter von Reichenau
- Chef des Generalstabes: Generalmajor Friedrich Paulus
- Erster Generalstabsoffizier: Oberst i. G. Eduard Metz

| IV. Armeekorps                | 4. Infanterie-Division                | 1. Aufstellungswelle                                                                                    |
| IV. Armeekorps                | 46. Infanterie-Division               | 1. Aufstellungswelle                                                                                    |
| XI. Armeekorps                | 18. Infanterie-Division               | 1. Aufstellungswelle                                                                                    |
| XI. Armeekorps                | 19. Infanterie-Division               | 1. Aufstellungswelle                                                                                    |
| XIV. Armeekorps (motorisiert) | 13. Infanterie-Division (motorisiert) | 1. Aufstellungswelle                                                                                    |
| XIV. Armeekorps (motorisiert) | 29. Infanterie-Division (motorisiert) | 1. Aufstellungswelle                                                                                    |
| XV. Armeekorps (motorisiert)  | 2. leichte Division                   | 1. Aufstellungswelle, 85 Panzerkampfwagen (41 P I, 42 P II, 2 Panzerbefehlswagen)                       |
| XV. Armeekorps (motorisiert)  | 3. leichte Division                   | 1. Aufstellungswelle, 80 Panzerkampfwagen (23 P II, 55 P 38t, 2 Panzerbefehlswagen)                     |
| XVI. Armeekorps (motorisiert) | 14. Infanterie-Division               | 1. Aufstellungswelle                                                                                    |
| XVI. Armeekorps (motorisiert) | 31. Infanterie-Division               | 1. Aufstellungswelle                                                                                    |
| XVI. Armeekorps (motorisiert) | 1. Panzer-Division                    | 1. Aufstellungswelle, 309 Panzerkampfwagen (93 P I, 122 P II, 26 P III, 56 P IV, 12 Panzerbefehlswagen) |
| XVI. Armeekorps (motorisiert) | 4. Panzer-Division                    | 1. Aufstellungswelle, 341 Panzerkampfwagen (183 P I, 130 P II, 0 P III, 12 P IV, 16 Panzerbefehlswagen) |
| Reserve                       | 1. leichte Division                   | 1. Aufstellungswelle, 226 Panzerkampfwagen (65 P II, 112 P 35t, 41 P IV, 8 Panzerbefehlswagen)          |

#### 14. Armee
- Oberbefehlshaber: Generaloberst Wilhelm List
- Chef des Generalstabes: Generalmajor Eberhard von Mackensen
- Erster Generalstabsoffizier: Oberst i. G. Otto Wöhler

| VIII. Armeekorps  | 8. Infanterie-Division     | 1. Aufstellungswelle                                                                                    |
| VIII. Armeekorps  | 28. Infanterie-Division    | 1. Aufstellungswelle                                                                                    |
| VIII. Armeekorps  | 5. Panzer-Division         | 1. Aufstellungswelle, 335 Panzerkampfwagen (152 P I, 144 P II, 3 P III, 14 P IV, 22 Panzerbefehlswagen) |
| VIII. Armeekorps  | Grenzabschnitts-Kommando 3 | Grenztruppe                                                                                             |
| XVII. Armeekorps  | 7. Infanterie-Division     | 1. Aufstellungswelle                                                                                    |
| XVII. Armeekorps  | 44. Infanterie-Division    | 1. Aufstellungswelle                                                                                    |
| XVII. Armeekorps  | 45. Infanterie-Division    | 1. Aufstellungswelle                                                                                    |
| XVIII. Armeekorps | 3. Gebirgs-Division        | 1. Aufstellungswelle                                                                                    |
| XVIII. Armeekorps | 4. leichte Division        | 1. Aufstellungswelle                                                                                    |
| XVIII. Armeekorps | 2. Panzer-Division         | 1. Aufstellungswelle, 322 Panzerkampfwagen (124 P I, 155 P II, 6 P III, 17 P IV, 20 Panzerbefehlswagen) |
| Reserve           | 239. Infanterie-Division   | 3. Aufstellungswelle                                                                                    |

#### Slowakisches Heer
- 1. Slowakische Division Janošik
- 2. Slowakische Division Škultéty
- 3. Slowakische Division Rázus
- Slowakische schnelle Division

#### Reserven der Heeresgruppe Süd
| VII. Armeekorps | 27. Infanterie-Division  | 1. Aufstellungswelle |  |
| VII. Armeekorps | 68. Infanterie-Division  | 2. Aufstellungswelle |  |
|                 | 62. Infanterie-Division  | 2. Aufstellungswelle |  |
|                 | 213. Infanterie-Division | 3. Aufstellungswelle |  |
|                 | 221. Infanterie-Division | 3. Aufstellungswelle |  |
|                 | 1. Gebirgs-Division      | 1. Aufstellungswelle |  |

## Luftwaffe

### Luftflotte 1
- Oberbefehlshaber: General der Flieger Albert Kesselring[4]
- Chef des Generalstabes: Oberst Wilhelm Speidel
- Zuständigkeitsbereich: Bereich der Heeresgruppe Nord
- Iststärke: 1147 Flugzeuge (74 Aufklärungsflugzeuge, 533 Kampfflugzeuge, 164 Sturzkampfflugzeuge, 70 Zerstörerflugzeuge, 306 Jagdflugzeuge)

| direkt unterstellt            | 1. und 3. Staffel der Fernaufklärungsgruppe 121                                    | 24 Aufklärungsflugzeuge (24 Dornier Do 17F/P)                                          |
| direkt unterstellt            | Wettererkundungsstaffel 1                                                          | 3 Wettererkundungsflugzeuge (3 Heinkel He 111J)                                        |
| 1. Flieger-Division           | 2. Staffel der Fernaufklärungsgruppe 121                                           | 11 Aufklärungsflugzeuge (11 Dornier Do 17F/P)                                          |
| 1. Flieger-Division           | Stab und I./Kampfgeschwader 1, I./Kampfgeschwader 152                              | 86 Kampfflugzeuge (48 Heinkel He 111H, 38 Heinkel He 111 E)                            |
| 1. Flieger-Division           | Stab und II./Kampfgeschwader 26, I./Kampfgeschwader 53                             | 77 Kampfflugzeuge (77 Heinkel He 111H)                                                 |
| 1. Flieger-Division           | Stab, I., II. und III./Kampfgeschwader 27                                          | 113 Kampfflugzeuge (113 Heinkel He 111P)                                               |
| 1. Flieger-Division           | II. und III./Sturzkampfgeschwader 2, IV.(St)/Lehrgeschwader 1, 4./Trägergruppe 186 | 126 Sturzkampfflugzeuge, 9 Aufklärungsflugzeuge (126 Junkers Ju 87B, 9 Dornier Do 17P) |
| 1. Flieger-Division           | I./Zerstörergeschwader 1                                                           | 34 Zerstörerflugzeuge (34 Messerschmitt Bf 110B/C)                                     |
| 1. Flieger-Division           | II./Zerstörergeschwader 1, I.(J)/Lehrgeschwader 2                                  | 84 Jagdflugzeuge (84 Messerschmitt Bf 109E)                                            |
| Luftwaffenkommando Ostpreußen | 1. Staffel der Fernaufklärungsgruppe 120                                           | 12 Aufklärungsflugzeuge (12 Dornier Do 17P)                                            |
| Luftwaffenkommando Ostpreußen | Stab, II. und III./Kampfgeschwader 3                                               | 86 Kampfflugzeuge (86 Dornier Do 17Z)                                                  |
| Luftwaffenkommando Ostpreußen | I./Sturzkampfgeschwader 1                                                          | 38 Sturzkampfflugzeuge, 3 Aufklärungsflugzeuge (38 Junkers Ju 87B, 3 Dornier Do 17P)   |
| Luftwaffen-Lehrdivision       | 4. Staffel der Fernaufklärungsgruppe 121                                           | 12 Aufklärungsflugzeuge (12 Dornier Do 17F/P)                                          |
| Luftwaffen-Lehrdivision       | Stab, II. und III./Lehrgeschwader 1                                                | 87 Kampfflugzeuge (87 Heinkel He 111H)                                                 |
| Luftwaffen-Lehrdivision       | Stab, I. und II./Kampfgeschwader 2                                                 | 84 Kampfflugzeuge (48 Dornier Do 17Z, 36 Dornier Do 17M)                               |
| Luftwaffen-Lehrdivision       | I.(Z)/Lehrgeschwader 1                                                             | 36 Zerstörerflugzeuge (36 Messerschmitt Bf 110B/C)                                     |
| Luftgaukommando I             | I./Jagdgeschwader 1                                                                | 46 Jagdflugzeuge (46 Messerschmitt Bf 109E)                                            |
| Luftgaukommando I             | I./Jagdgeschwader 21                                                               | 39 Jagdflugzeuge (39 Messerschmitt Bf 109D)                                            |
| Luftgaukommando III           | Stab, I. und 10./Jagdgeschwader 2                                                  | 53 Jagdflugzeuge (44 Messerschmitt Bf 109E, 9 Messerschmitt Bf 109D)                   |
| Luftgaukommando IV            | Stab und I./Jagdgeschwader 3                                                       | 47 Jagdflugzeuge (47 Messerschmitt Bf 109E)                                            |
| Luftgaukommando IV            | I./Jagdgeschwader 20                                                               | 37 Jagdflugzeuge (37 Messerschmitt Bf 109E)                                            |

### Luftflotte 4
- Oberbefehlshaber: General der Flieger Alexander Löhr[5]
- Chef des Generalstabes: Oberst Günther Korten
- Zuständigkeitsbereich: Bereich der Heeresgruppe Süd
- Iststärke: 725 Flugzeuge (56 Aufklärungsflugzeuge, 297 Kampfflugzeuge, 194 Sturzkampfflugzeuge, 33 Zerstörerflugzeuge, 145 Jagdflugzeuge)

| direkt unterstellt   | 3. Staffel der Fernaufklärungsgruppe 123                             | 12 Aufklärungsflugzeuge (12 Dornier Do 17P)                                            |
| direkt unterstellt   | Wettererkundungsstaffel 76                                           | 3 Wettererkundungsflugzeuge (3 Heinkel He 111J)                                        |
| 2. Flieger-Division  | 3. Staffel der Fernaufklärungsgruppe 122                             | 12 Aufklärungsflugzeuge (12 Dornier Do 17 P)                                           |
| 2. Flieger-Division  | Stab, I., II. und III./Kampfgeschwader 4                             | 96 Kampfflugzeuge (96 Heinkel He 111P)                                                 |
| 2. Flieger-Division  | Stab, I. und III./Kampfgeschwader 76                                 | 84 Kampfflugzeuge (83 Dornier Do 17Z, 1 Dornier Do 17U)                                |
| 2. Flieger-Division  | Stab, I., II. und III./Kampfgeschwader 77                            | 117 Kampfflugzeuge, 6 Aufklärungsflugzeuge (117 Dornier Do 17E, 6 Dornier Do 17F)      |
| 2. Flieger-Division  | I./Sturzkampfgeschwader 2                                            | 38 Sturzkampfflugzeuge, 3 Aufklärungsflugzeuge (38 Junkers Ju 87B, 3 Dornier Do 17P)   |
| 2. Flieger-Division  | I./Zerstörergeschwader 76                                            | 33 Zerstörerflugzeuge (33 Messerschmitt Bf 110B/C)                                     |
| Fliegerführer z.b.V. | 1. Staffel der Fernaufklärungsgruppe 124                             | 11 Aufklärungsflugzeuge (11 Dornier Do 17P)                                            |
| Fliegerführer z.b.V. | Stab, I. und II./Sturzkampfgeschwader 77, I./Sturzkampfgeschwader 76 | 117 Sturzkampfflugzeuge, 9 Aufklärungsflugzeuge (117 Junkers Ju 87B, 9 Dornier Do 17P) |
| Fliegerführer z.b.V. | II.(Sch)/Lehrgeschwader 2                                            | 39 Sturzkampfflugzeuge (39 Henschel Hs 123)                                            |
| Fliegerführer z.b.V. | Stab/Lehrgeschwader 2, I./Zerstörergeschwader 2                      | 48 Jagdflugzeuge (48 Messerschmitt Bf 109C/D/E)                                        |
| Luftgaukommando VIII | I./Jagdgeschwader 76                                                 | 49 Jagdflugzeuge (49 Messerschmitt Bf 109E)                                            |
| Luftgaukommando VIII | I./Jagdgeschwader 77                                                 | 48 Jagdflugzeuge (48 Messerschmitt Bf 109E)                                            |
| Luftgaukommando XVII |                                                                      |                                                                                        |

## Kriegsmarine
Marinegruppenkommando Ost
- Oberbefehlshaber: Generaladmiral Conrad Albrecht[1][6][7]
- Chef des Stabes: Konteradmiral Hubert Schmundt
- Erster Admiralsstabsoffizier: Kapitän zur See Otto Fein

| direkt unterstellt                       | Linienschiff Schlesien                                                 | |
| direkt unterstellt                       | Linienschiff Schleswig-Holstein                                        | |
| direkt unterstellt                       | 1. Schnellboot-Flottille                                               | Schnellboote S 11, S 12, S 18, S 19, S 20, S 21, S 22, S 23, Begleitschiff Tsingtau                                              |
| Befehlshaber der Aufklärungsstreitkräfte | Leichter Kreuzer Nürnberg                                              | Zur Absicherung der Zerstörer-Divisionen                                                                                         |
| Befehlshaber der Aufklärungsstreitkräfte | Leichter Kreuzer Leipzig                                               | Zur Absicherung der Zerstörer-Divisionen                                                                                         |
| Befehlshaber der Aufklärungsstreitkräfte | Leichter Kreuzer Köln                                                  | Zur Absicherung der Zerstörer-Divisionen                                                                                         |
| Führer der Torpedoboote                  | 1. Zerstörerflottille                                                  | Zerstörer Z 2, Z 4, Z 14, Z 15, Z 16                                                                                             |
| Führer der Torpedoboote                  | 2. Zerstörerflottille                                                  | Zerstörer Z 1, Z 8 |
| Führer der Torpedoboote                  | 4. Zerstörerflottille                                                  | Zerstörer Z 9, Z 10, Z 11 |
| Führer der Minensuchboote Ost            | Torpedoboot T 196                                                      | Führerboot |
| Führer der Minensuchboote Ost            | Geleitflottille                                                        | Flottenbegleiter F 7, F 8, F 9, F 10                                                                                             |
| Führer der Minensuchboote Ost            | Sperrversuchskommando (SVK)                                            | M-Boot Nautilus, M-Boot Otto Braun, M-Boot Pelikan, M-Boot Arkona, M-Boot Sundewall, von der 1. Minensuchflottille: M 111, M 132 |
| Führer der Minensuchboote Ost            | 3. Räumbootsflottille                                                  | Räumboote R 33, R 34, R 35, R 36, R 38, R 39, R 40, Begleitschiff Von der Groeben                                                |
| Führer der Minensuchboote Ost            | 1. Minensuchflottille                                                  | Minensuchboote M 1, M 3, M 4, M 5, M 7, M 8                                                                                      |
| Führer der Unterseeboote                 | Untersee-Boote U 5, U 6, U 7, U 14, U 18, U 22, U 31, U 32, U 35, U 57 | U-Boot-Klasse II |
| Führer der See-Luftstreitkräfte Ost      | Küstenflieger-Gruppe 506                                               | 12 Heinkel He 60, 12 Heinkel He 59                                                                                               |
| Führer der See-Luftstreitkräfte Ost      | Küstenflieger-Gruppe 706                                               | 12 Heinkel He 60, 12 Heinkel He 59                                                                                               |
| Führer der See-Luftstreitkräfte Ost      | 5. Staffel der Bordfliegergruppe 196                                   | 12 Heinkel He 60 |
| Führer der See-Luftstreitkräfte Ost      | 4. und 5. Staffel der Trägergruppe 186                                 | 24 Messerschmitt Bf 109B |